# Skalička (powiat Brno)
Skalička – gmina w Czechach, w powiecie Brno, w kraju południowomorawskim. 1 stycznia 2014 liczyła 143 mieszkańców.